# Villar Pellice
Villar Pellice – miejscowość i gmina we Włoszech, w regionie Piemont, w prowincji Turyn.
Według danych na rok 2004 gminę zamieszkiwało 1187 osób, 19,8 os./km².